# Râul Valea Slipului, Cavnic
Râul Valea Slipului este un curs de apă, în județul Maramureș, afluent al râului Cavnic.